# Barriera corallina di acque profonde
Una barriera corallina di acque profonde, nota anche come barriera corallina di acque fredde, è una barriera corallina che si sviluppa nelle parti più profonde degli oceani, in habitat caratterizzati dalla assenza di luce (zona afotica).

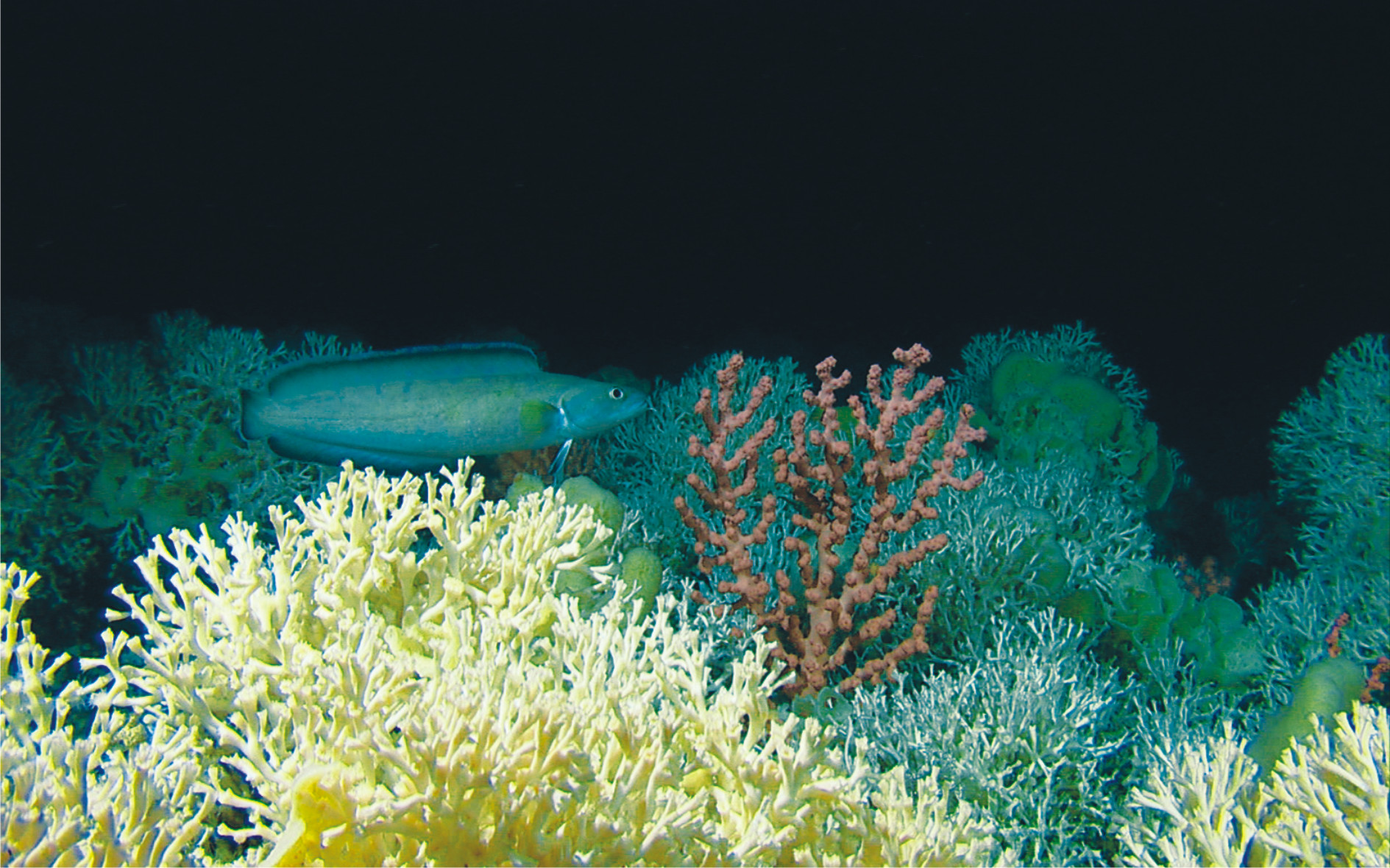
Una barriera di acque profonde a Desmophyllum pertusum

## Scoperta ed esplorazioni
La prima documentazione scientifica di organismi corallini di profondità risale al 1755 e la si deve al reverendo Erik Pontoppidan che nella sua opera Storia naturale della Norvegia descrisse un esemplare di corallo di acque profonde raccolto casualmente dalle reti di alcuni pescatori al largo delle coste della Norvegia. Le illustrazioni di tale esemplare furono utilizzate qualche anno più tardi da Linneo che, nella decima edizione del suo Systema Naturae (1758), descrisse la specie come Madrepora pertusa, una madrepora coloniale oggi nota come Desmophyllum pertusum.
Da allora e per molto tempo, la conoscenza dei coralli di acque profonde è stata legata a rinvenimenti occasionali di frammenti di esemplari, divenuti più frequenti nel corso del XIX secolo a seguito della diffusione delle attività di dragaggio dei fondali marini. Un notevole sviluppo delle conoscenze sulla biodiversità di tali habitat si ebbe nella seconda metà del secolo grazie alla spedizione Challenger, una spedizione scientifica di circumnavigazione del globo condotta a bordo dell'HMS Challenger, una corvetta della Royal Navy. La spedizione, salpata il 23 dicembre 1872, effettuò dragaggi dei fondali oceanici a profondità mai raggiunte prima di allora; sotto la direzione del naturalista scozzese Charles Wyville Thomson, furono descritte oltre 4 000 nuove specie, documentando la presenza di forme di vita marina sino a oltre 5 000 m di profondità. In particolare Henry N. Moseley, uno dei naturalisti che presero parte alla spedizione, nella sua opera Notes by a naturalist on the "HMS Challenger" descrisse 48 nuove specie di madrepore di profondità.

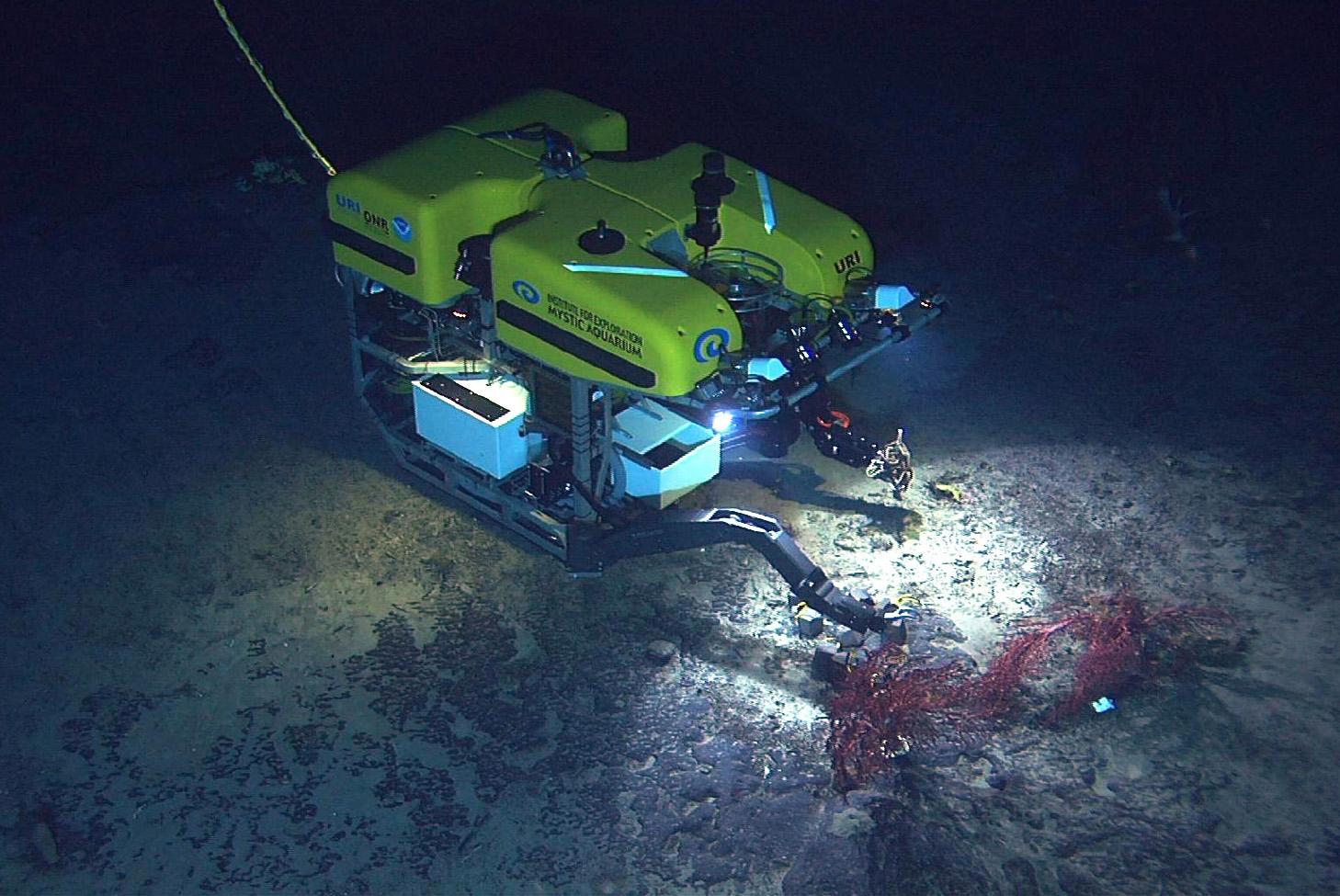
Esplorazione di un banco corallino per mezzo di un ROV

Nel XX secolo lo sviluppo della tecnologia sonar, nata per fini militari, e soprattutto, a partire dagli anni sessanta, la diffusione dei batiscafi, consentirono all'uomo di raggiungere profondità sino ad allora inesplorate, favorendo l'acquisizione di nuove conoscenze sull'ecologia di questi ambienti. Il lavoro pioneristico di Wilson nel 1979 sulle colonie di coralli del banco Porcupine, al largo dell'Irlanda, furono seguiti nel 1982 dalla prima documentazione video di una grande barriera corallina di acque profonde, scoperta a 280 m di profondità nelle acque dell'isola di Fugloy, a nord del circolo polare artico, nel corso di rilievi effettuati dalla compagnia petrolifera norvegese Statoil. A partire dagli anni ottanta infine, lo sviluppo della tecnologia dei sottomarini a comando remoto (anche noti come ROV, dall'acronimo inglese di Remotely Operated Vehicle) ha fornito un notevole impulso alla conoscenza degli habitat di acque profonde.

## Distribuzione
È oggi noto che tali biocostruzioni si trovano in tutti gli oceani del mondo, dalle acque polari a quelle tropicali, a profondità che vanno dai 200  m, limite della zona epipelagica, sino al piano abissale, al di sotto dei 2 000 m, dove la temperatura dell'acqua può raggiungere i 4 °C.

## Biodiversità
Le barriere coralline di acque profonde sono principalmente costituite da madrepore dell'ordine Scleractinia, e in misura minore anche da specie degli ordini Antipatharia e Alcyonacea.

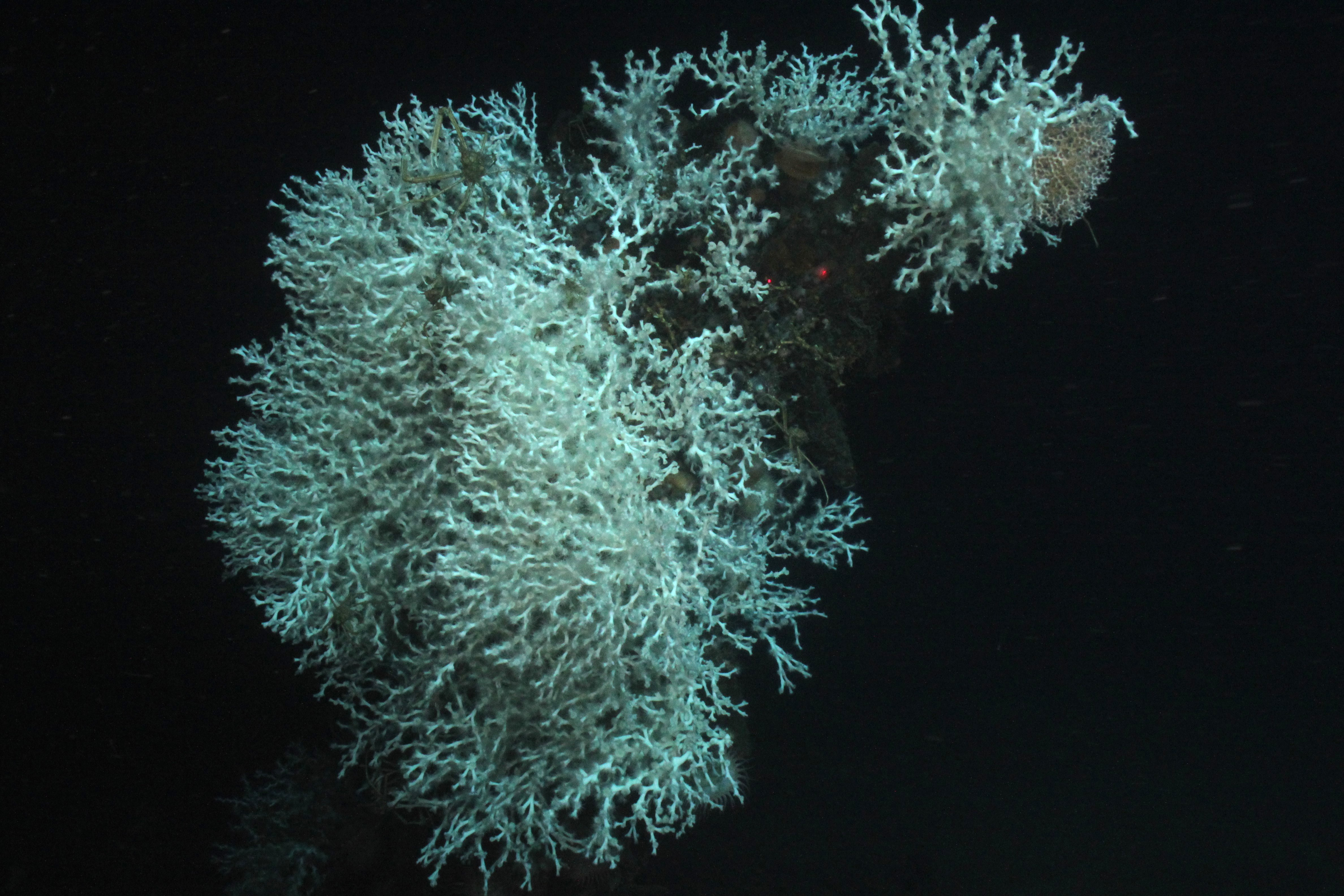
Colonia di Desmophyllum pertusum fotografata nelle profondità del Golfo del Messico

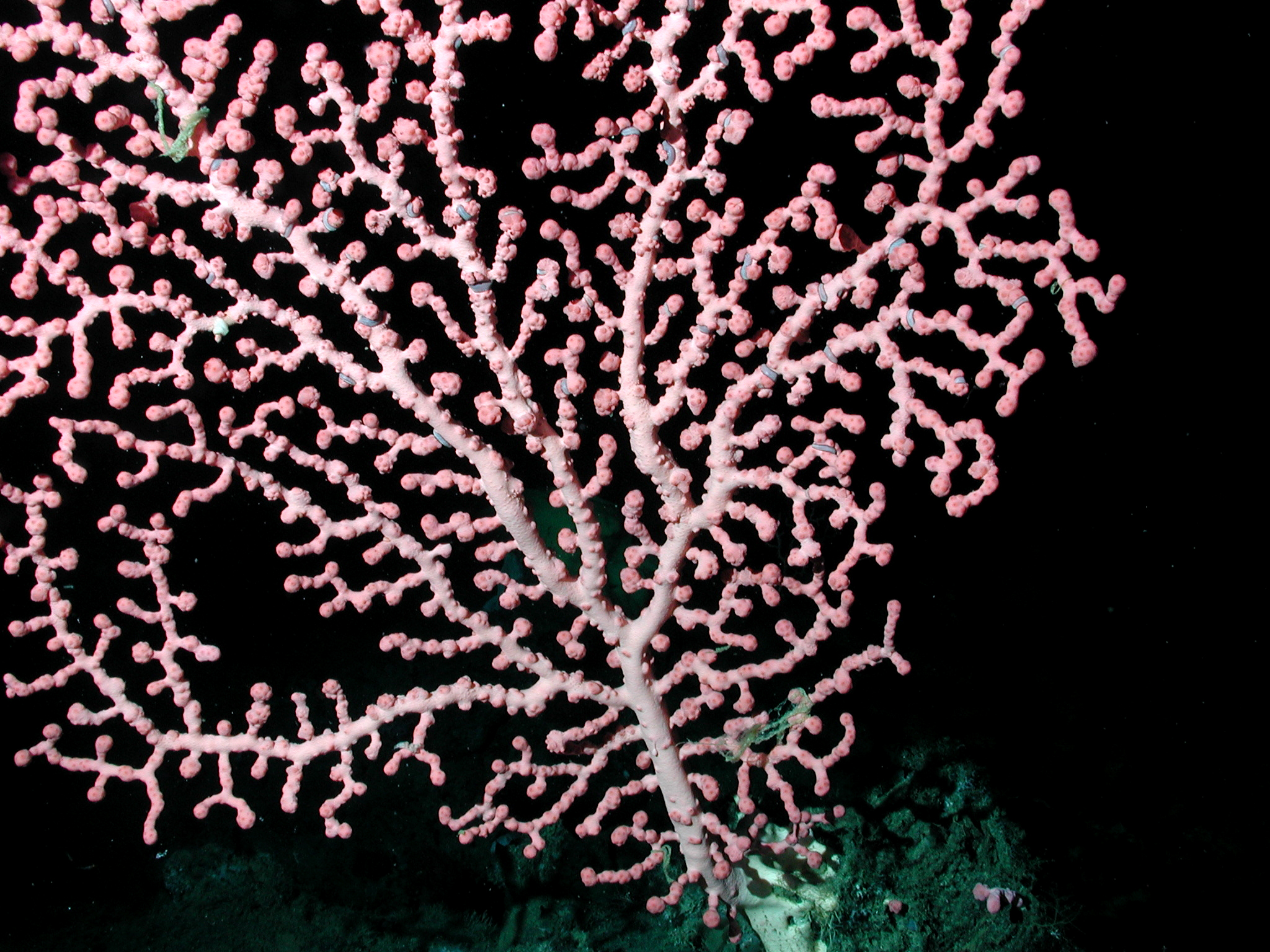
Una gorgonia Paragorgia arborea fotografata a 1 257 m di profondità

Le specie di questi ambienti si caratterizzano per la mancanza di zooxantelle e si nutrono catturando plancton e filtrando detriti organici presenti nell'acqua. Lo sviluppo delle conoscenze su questi organismi ha portato a ridiscutere la classica distinzione tra coralli ermatipici, biocostruttori, e coralli anermatipici, non costruttori, rivelando l'esistenza di un esiguo numero di specie di scleractinie azooxantellate in grado di dare vita a imponenti biostrutture.
Tra di esse una delle specie più diffuse è Desmophyllum pertusum (sin.: Lophelia pertusa), presente nelle acque fredde di tutti gli oceani, con notevole concentrazione nell'oceano Atlantico nord-occidentale. Colonie di D. pertusum si ritrovano a profondità comprese tra i 39 m nel fiordo di Trondheim e gli oltre 3 600 m sulla dorsale medio atlantica; la maggior parte delle colonie note si trovano tra i 200 e i 1 000 m di profondità. Il più grande complesso corallino di profondità realizzato da Desmophyllum pertusum sorge a 300-400 m di profondità a ovest dell'isola di Røst, nell'arcipelago delle Lofoten, in Norvegia: la biocostruzione, nota come barriera corallina di Røst, è lunga circa 4 km e copre un'area di oltre 100 km2.
Altre specie che concorrono alla formazione delle barriere di acque profonde sono Oculina varicosa, Madrepora oculata, Desmophyllum dianthus, Enallopsammia rostrata, Solenosmilia variabilis, Goniocorella dumosa, Paragorgia arborea, Primnoa resedaeformis.
Oltre ai coralli, tra le altre forme di vita che partecipano alla formazione di queste biostrutture vi sono spugne, ascidie, policheti e briozoi. Al pari delle analoghe strutture di acque basse, le barriere di acque profonde forniscono rifugio, cibo e protezione contro i predatori a numerose specie di pesci, molluschi, crostacei ed echinodermi.

Alcune forme di vita
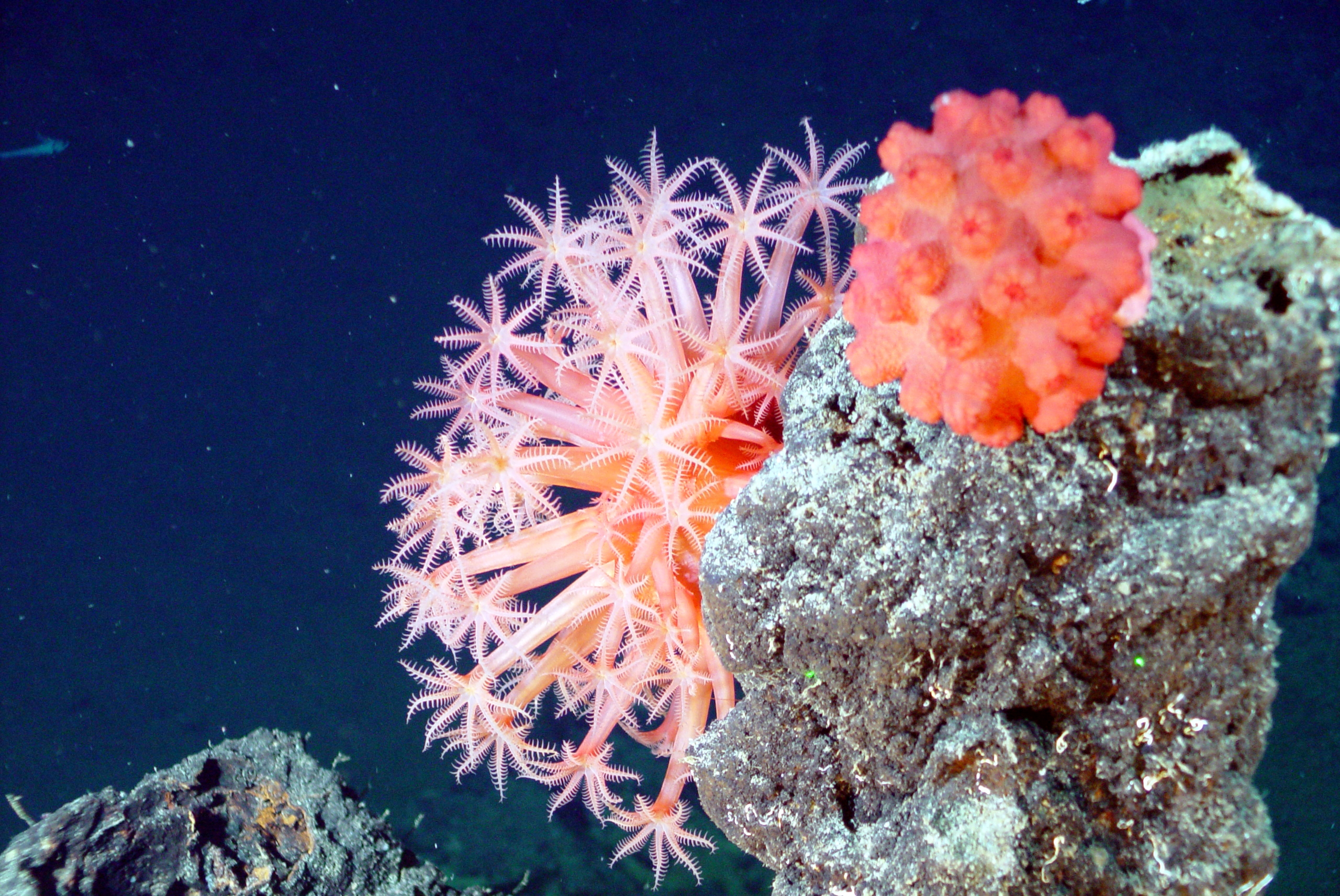
Fungiidae sp. (Scleractinia)
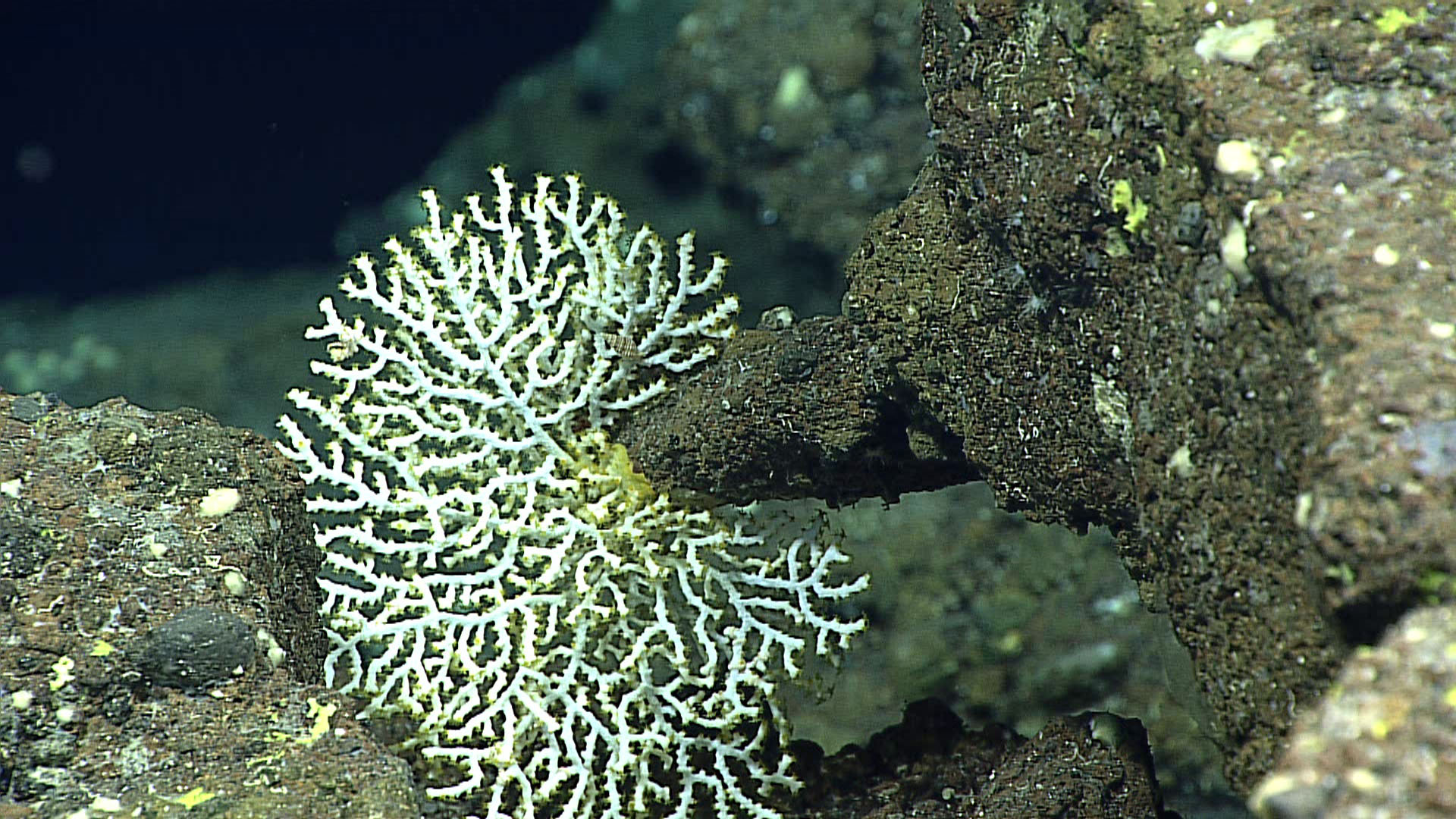
Plexauridae sp.  (Scleractinia)
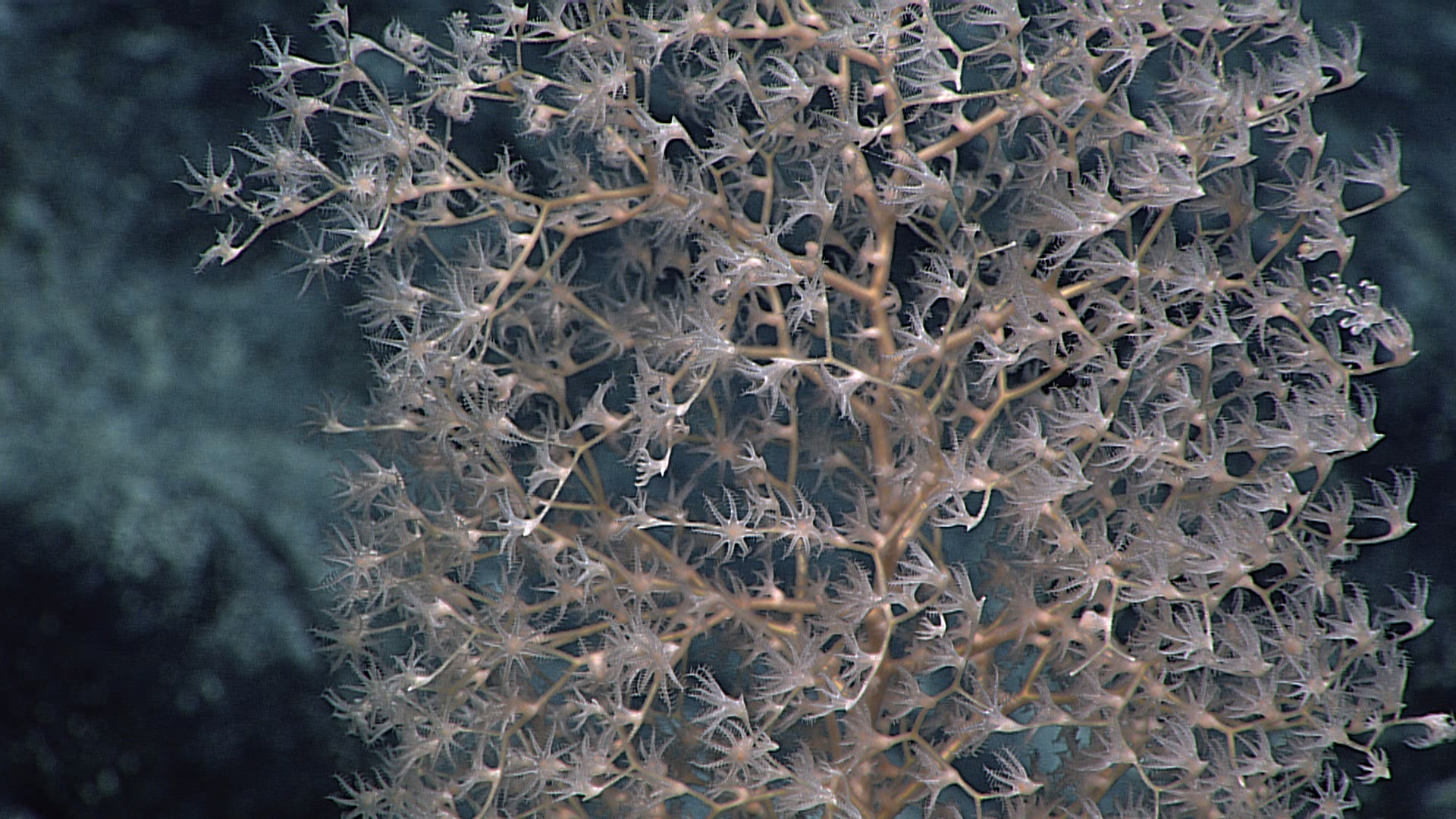
Chrysogorgiidae sp. (Calcaxonia)
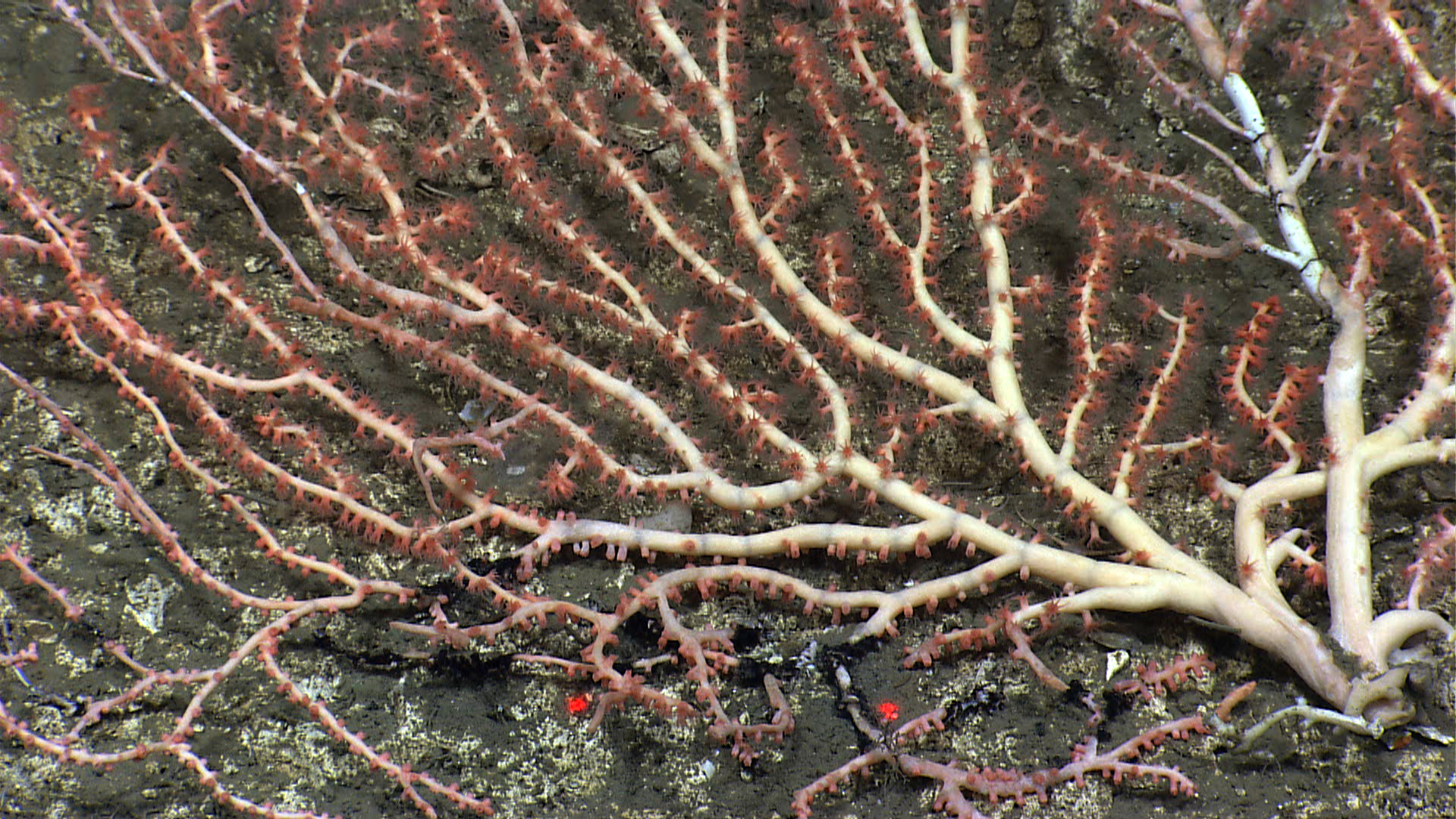
Isididae sp. (Calcaxonia)
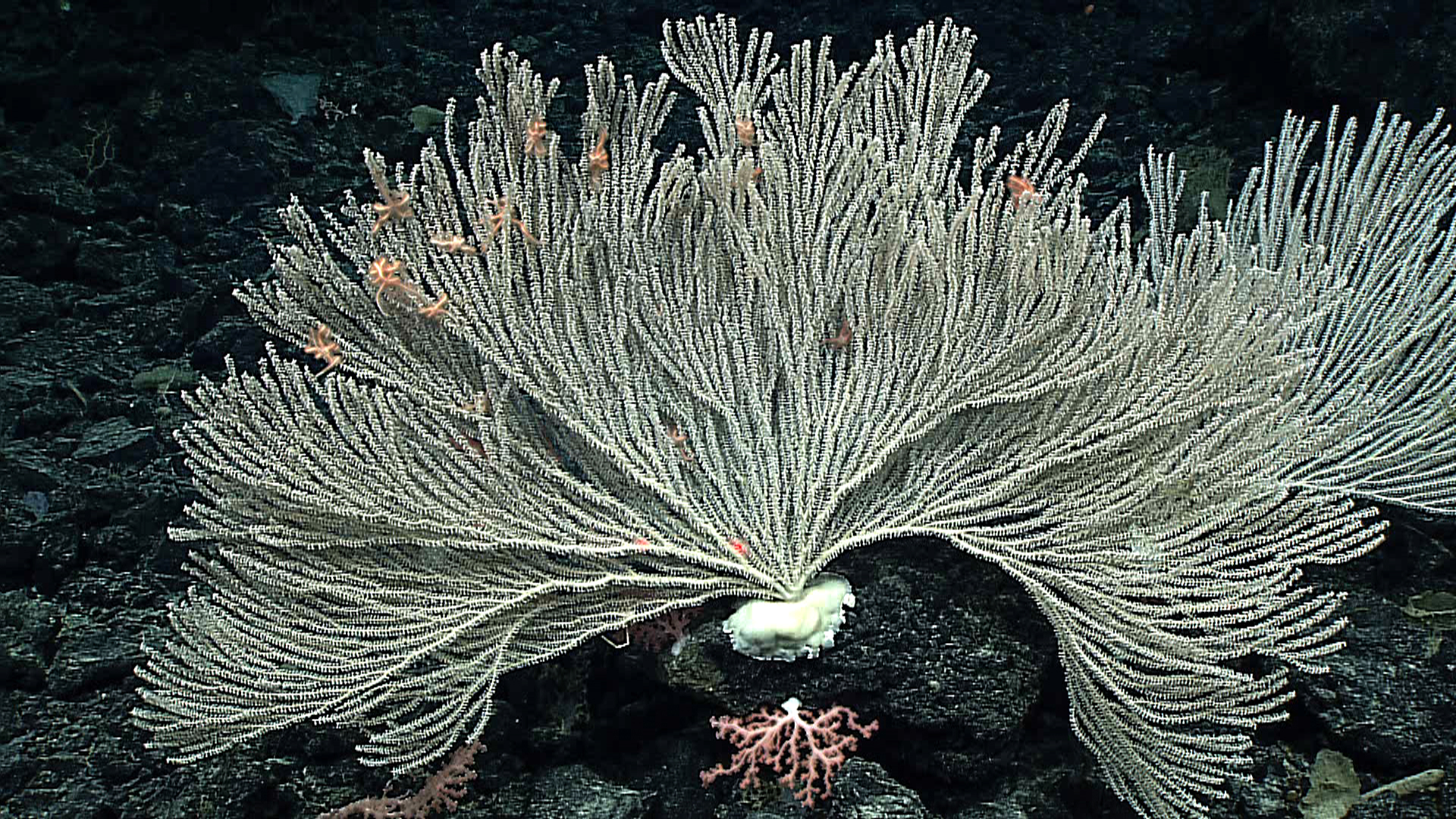
Primnoidae sp. (Calcaxonia)
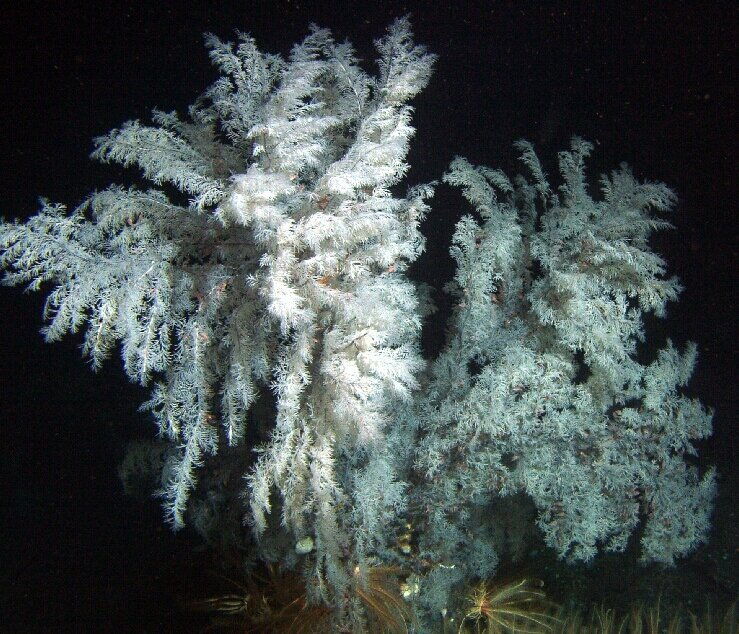
Antipathes dendrochristos (Antipatharia, Antipathidae)
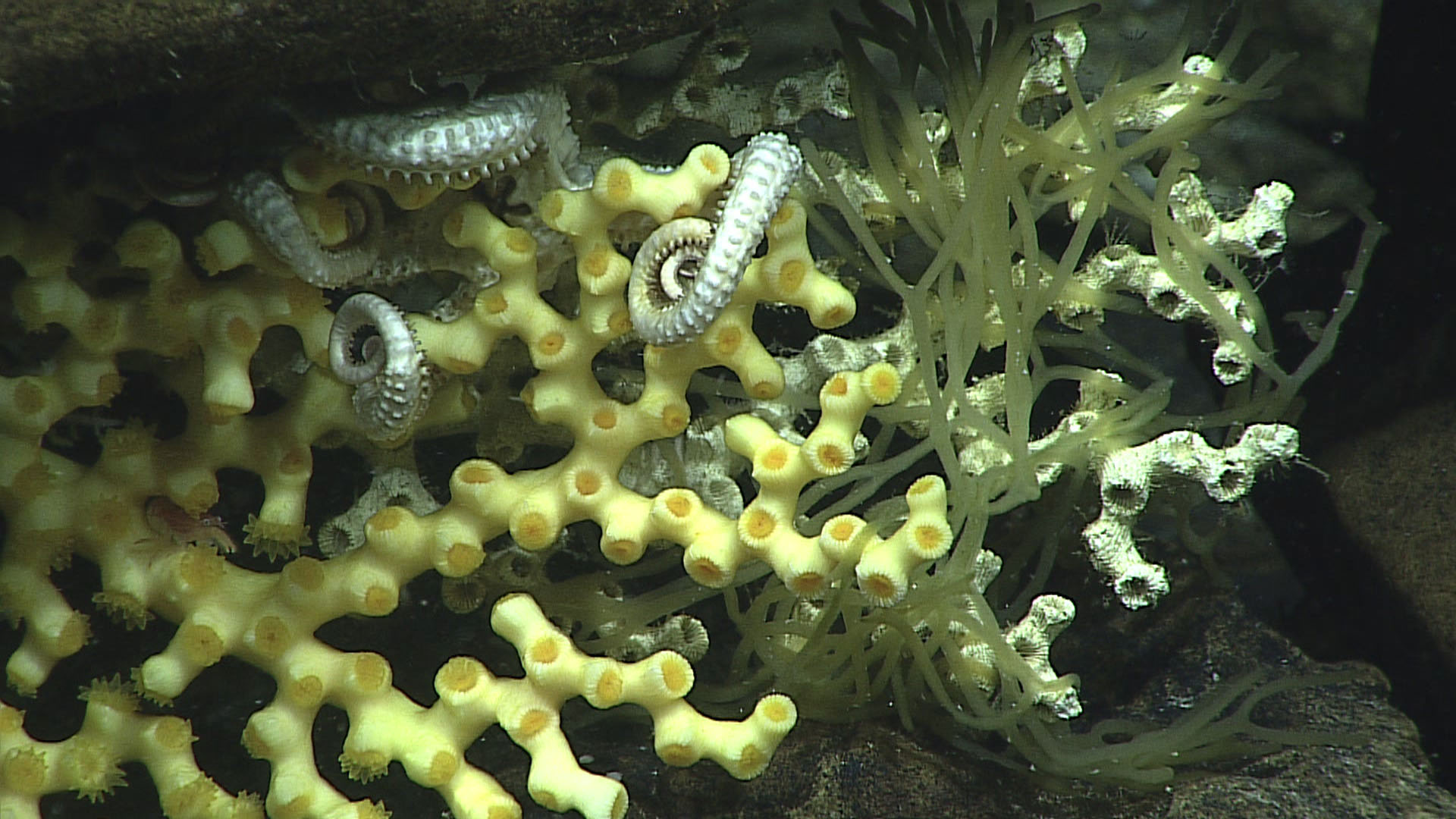
Enallopsammia rostrata (Scleractinia, Dendrophylliidae)
Gersemia juliepackardae (Alcyonacea, Nephtheidae)
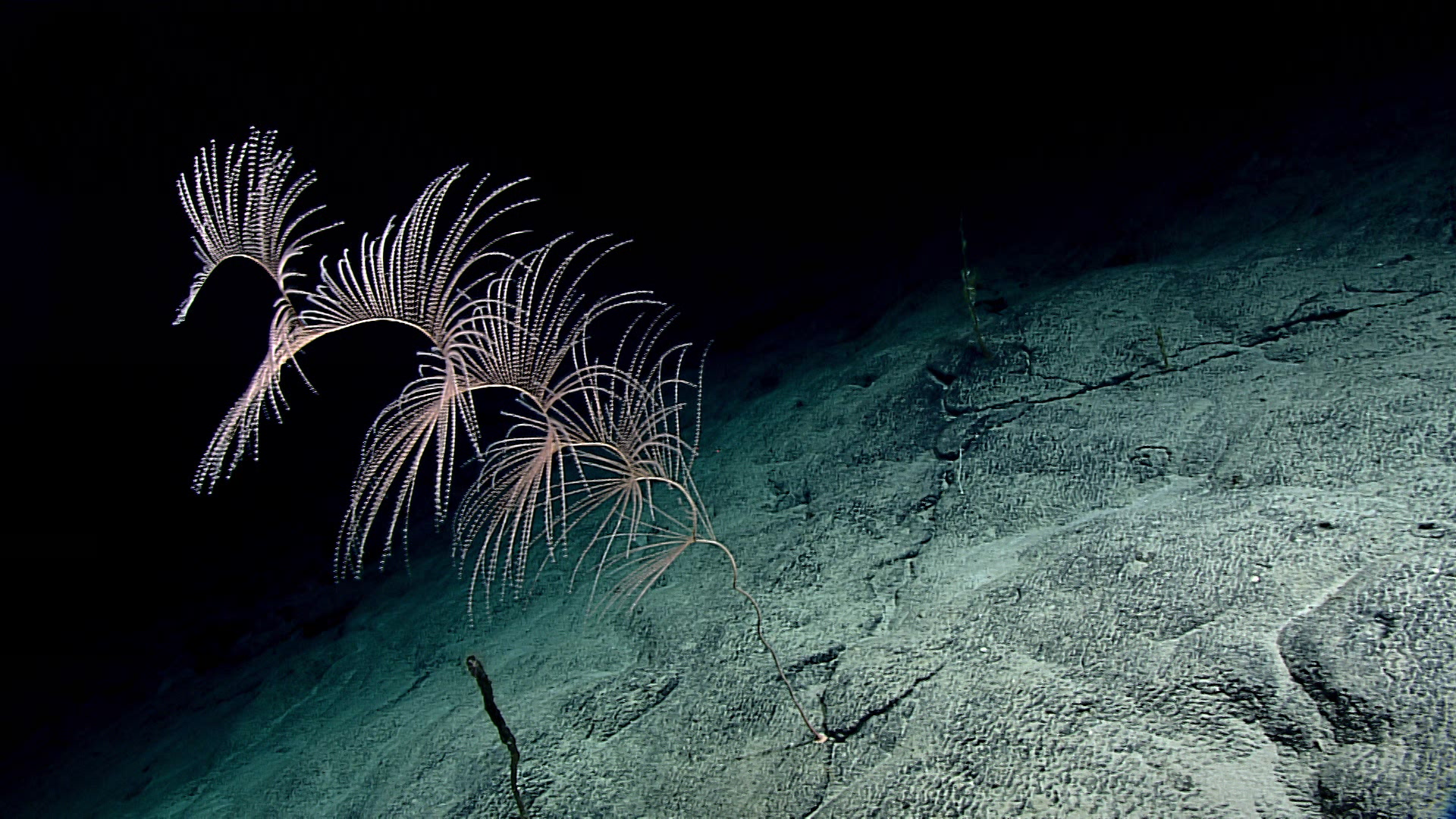
Iridogorgia magnispiralis (Calcaxonia, Chrysogorgiidae)
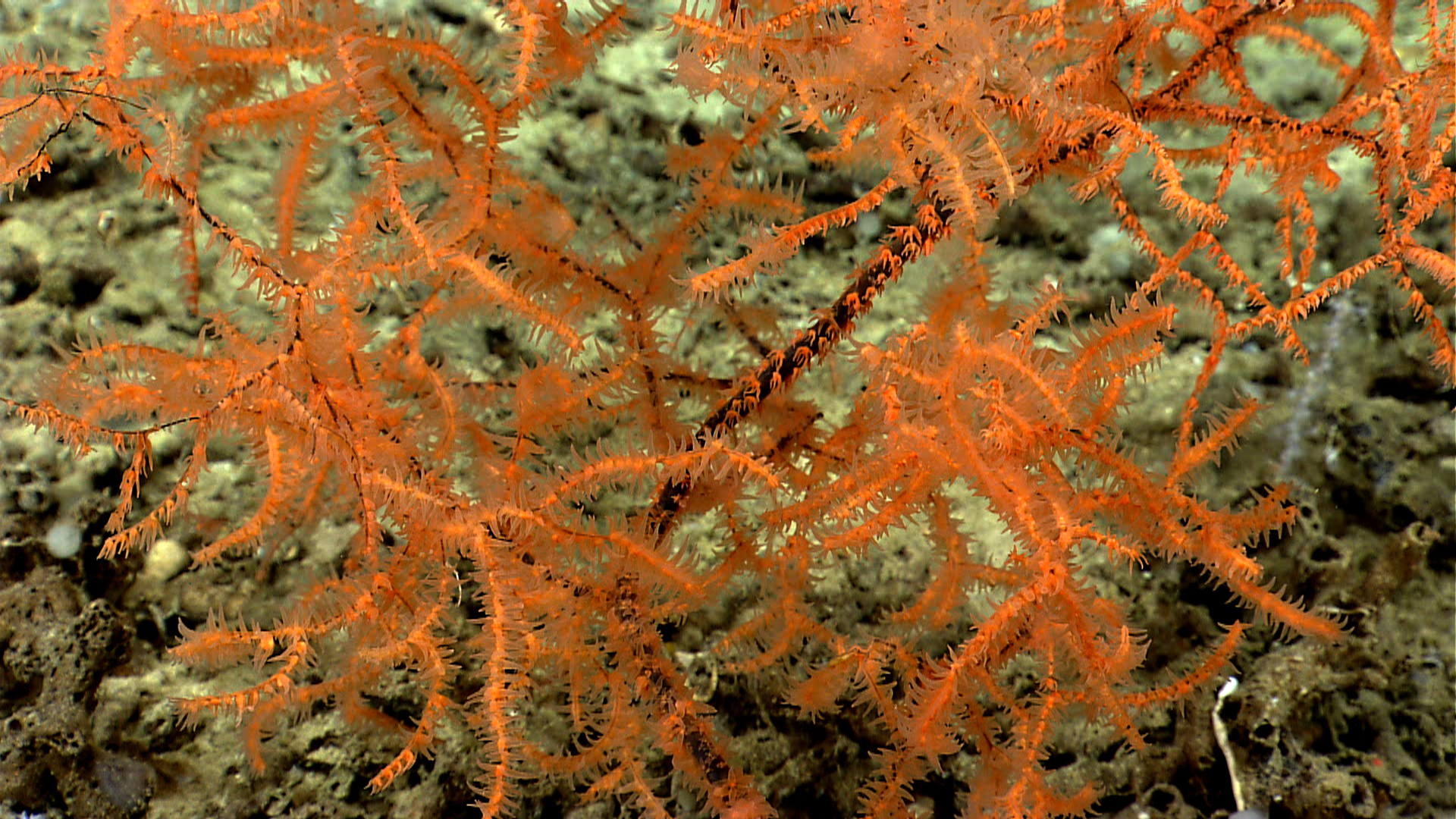
Leiopathes glaberrima (Antipatharia, Leiopathidae)
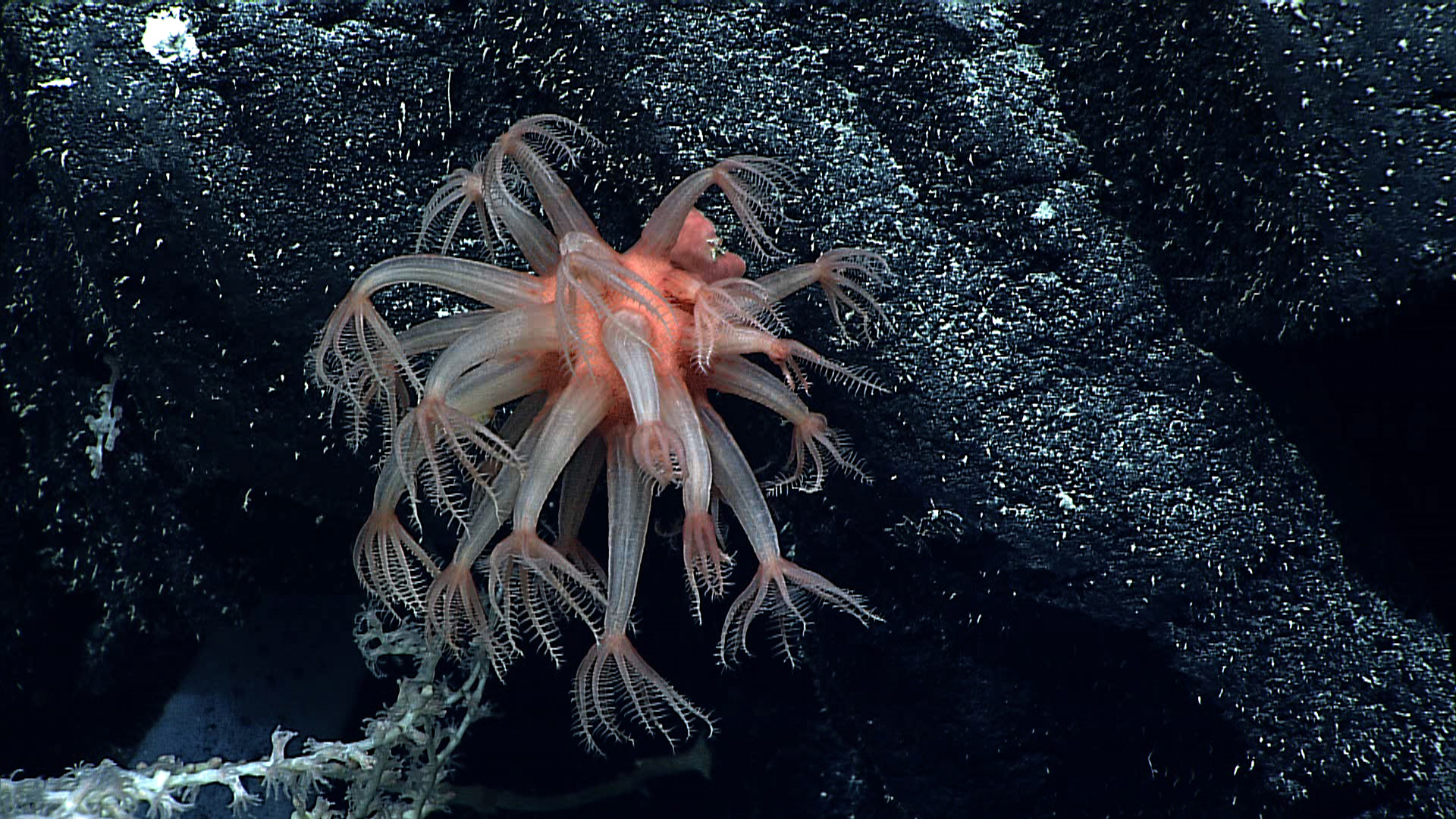
Anthomastus sp. (Alcyonacea, Alcyoniidae)
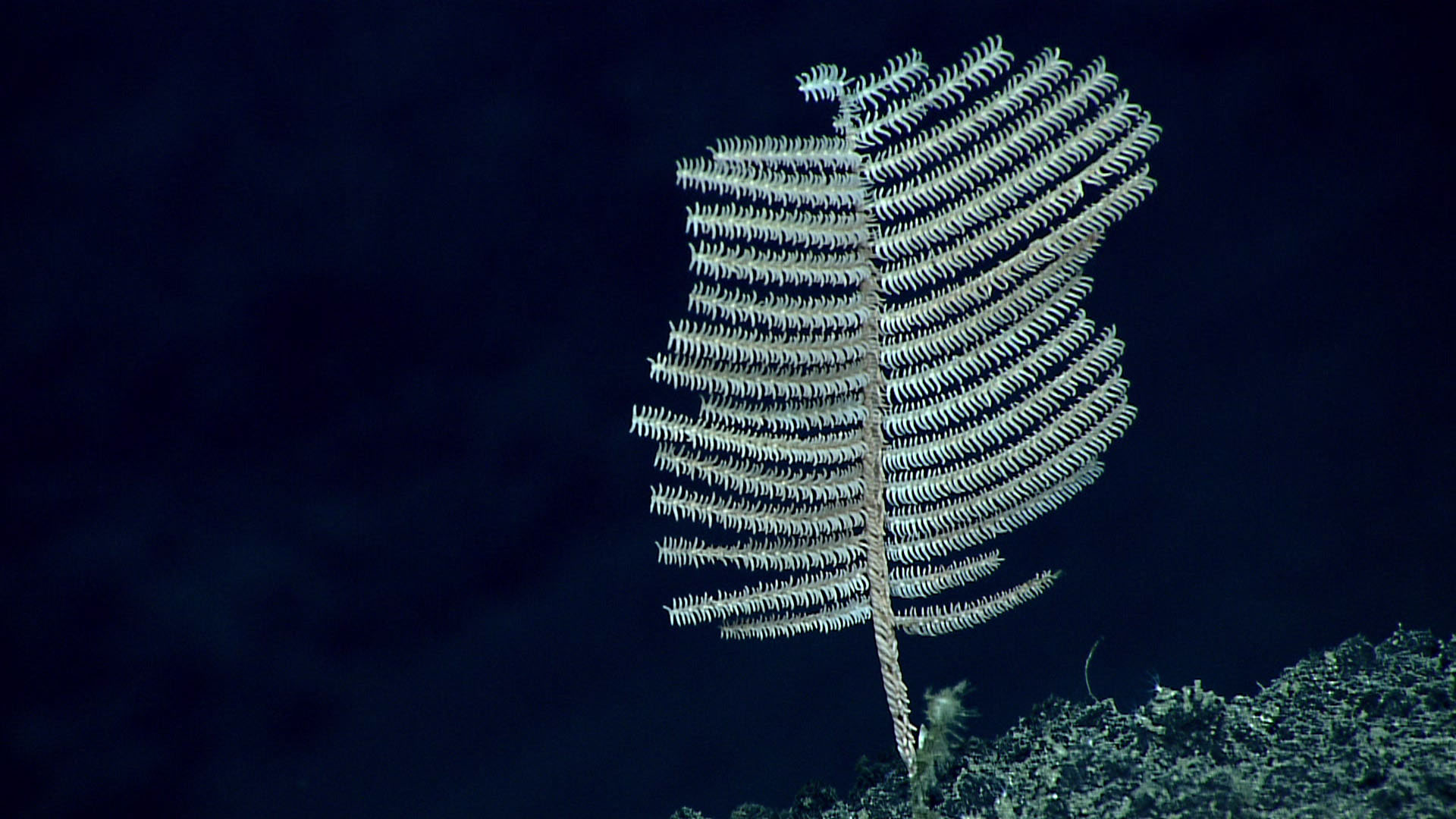
Bathypathes sp. (Antipatharia, Schizopathidae)
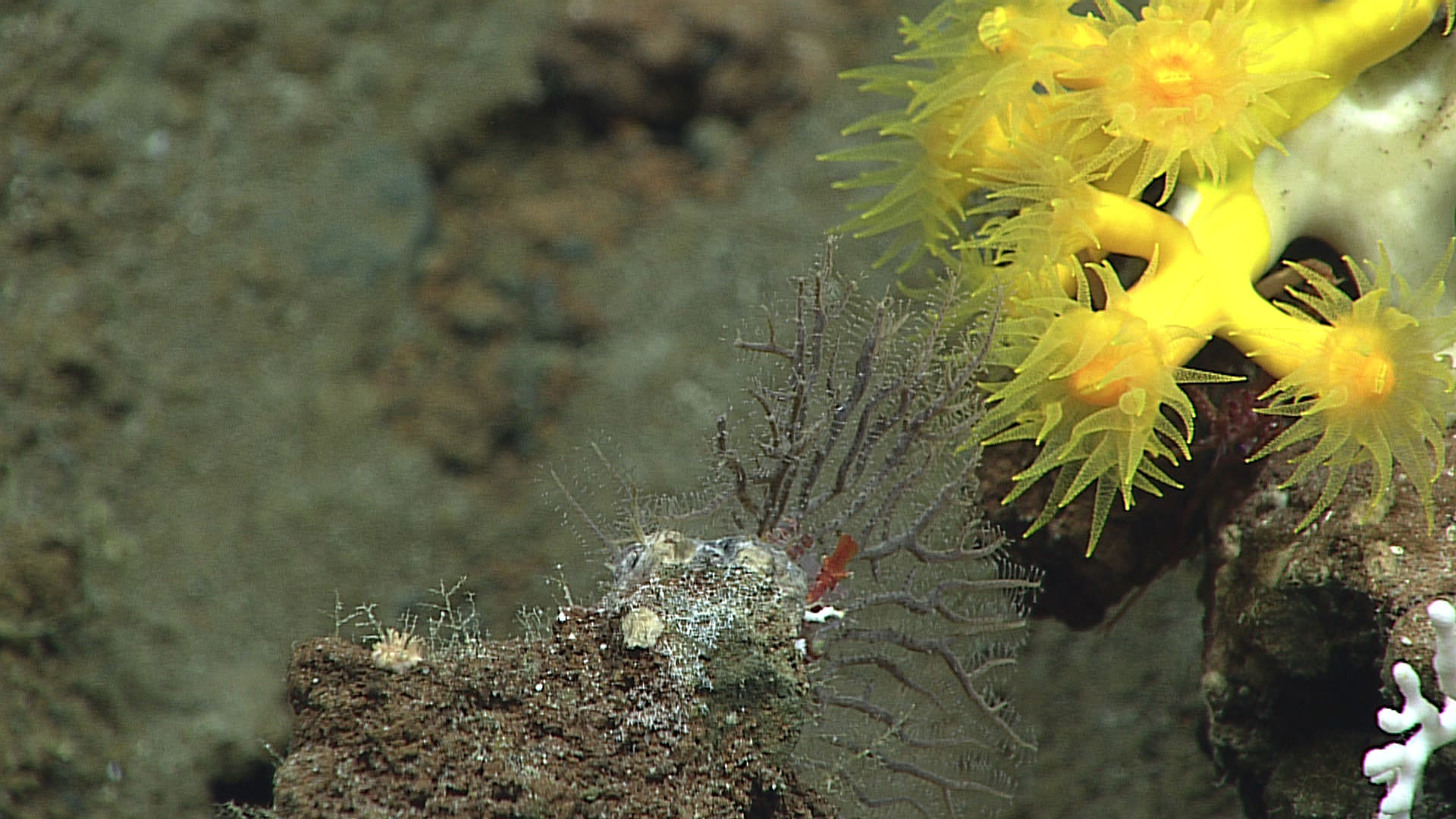
Eguchipsammia sp. (Scleractinia, Dendrophylliidae )
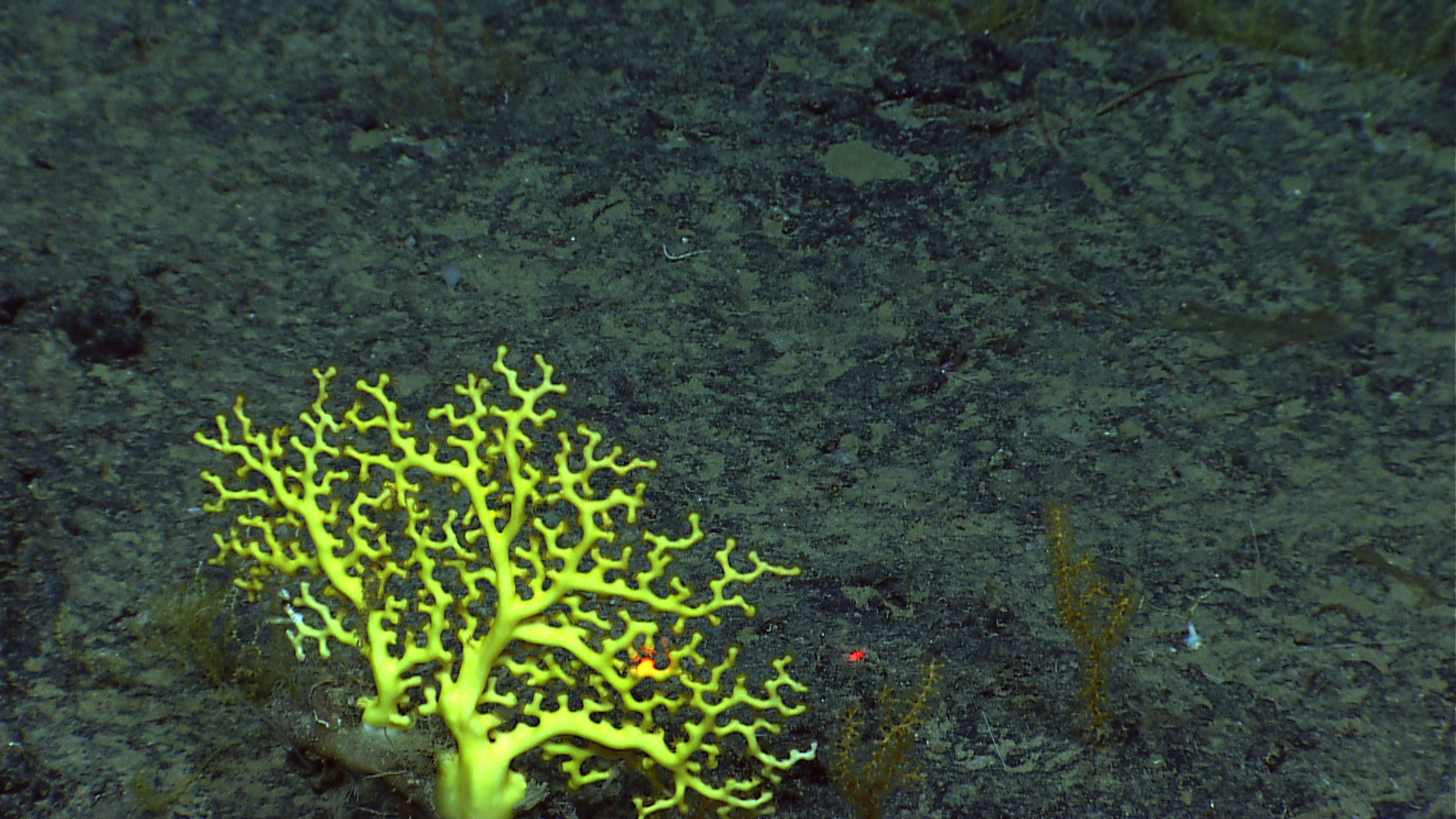
Enallopsammia sp. (Scleractinia, Dendrophylliidae)
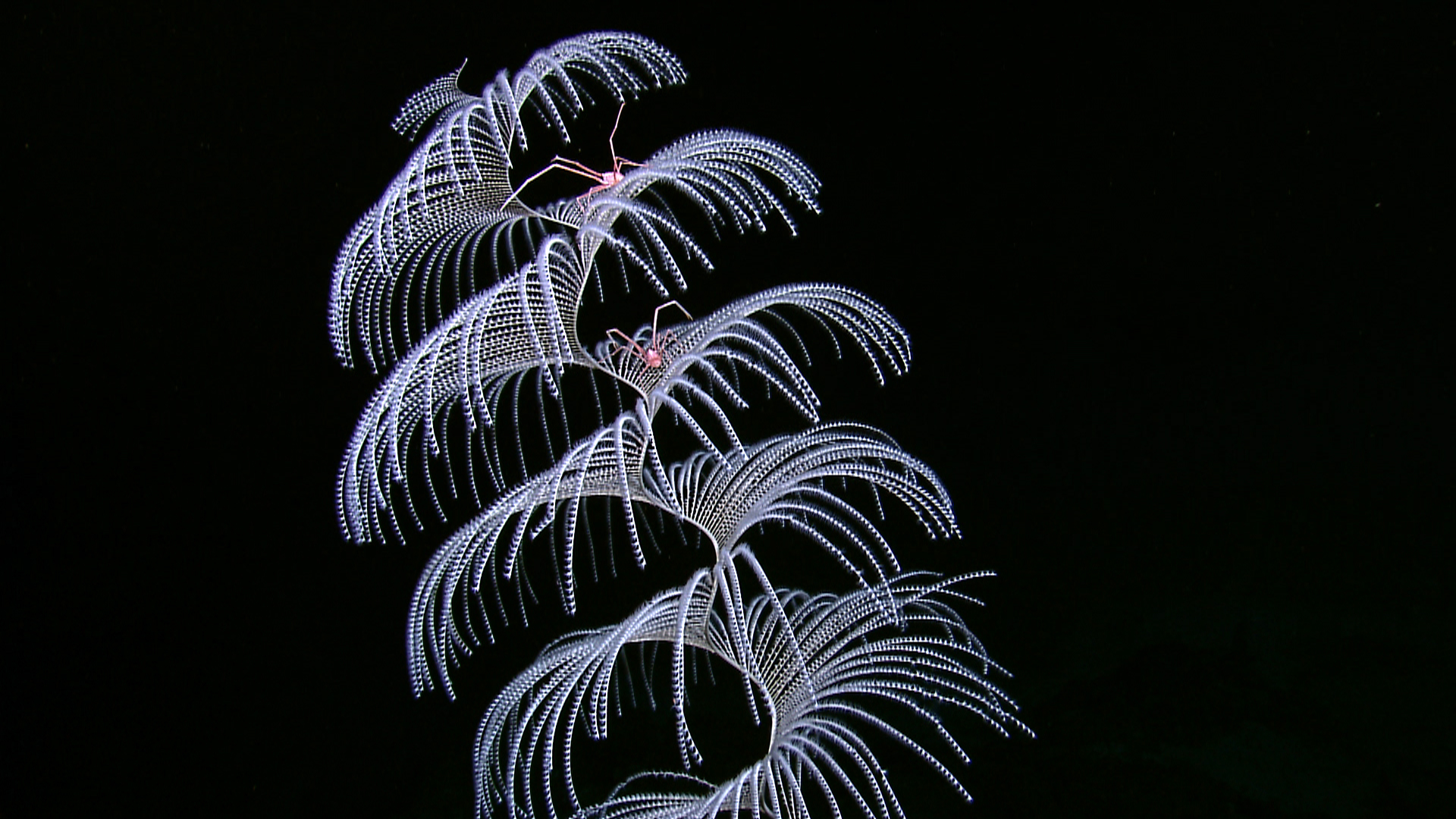
Iridogorgia sp. (Calcaxonia, Chrysogorgiidae)
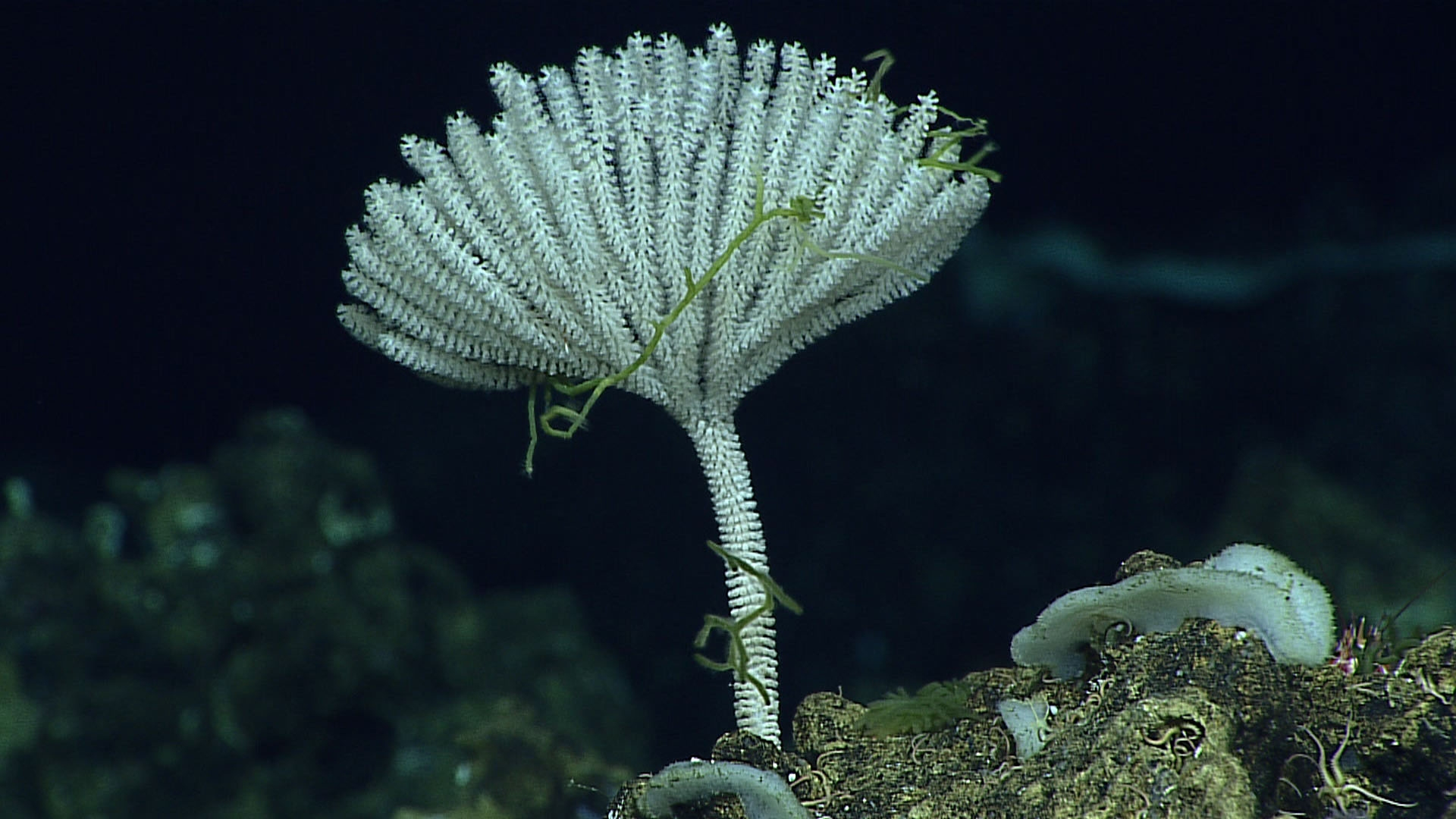
Narella sp. (Calcaxonia, Primnoidae)
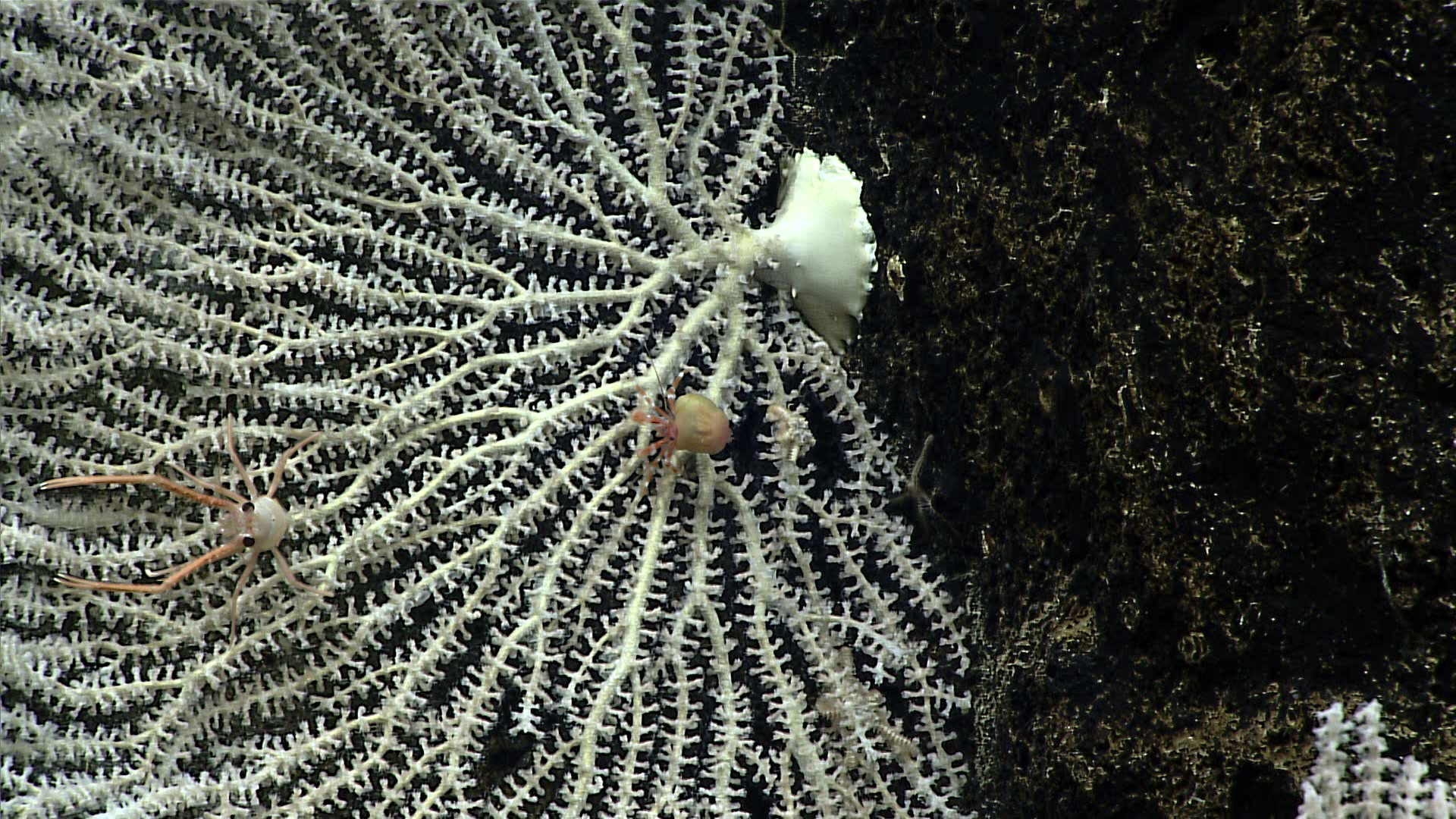
Paracalyptrophora sp. (Calcaxonia, Primnoidae)
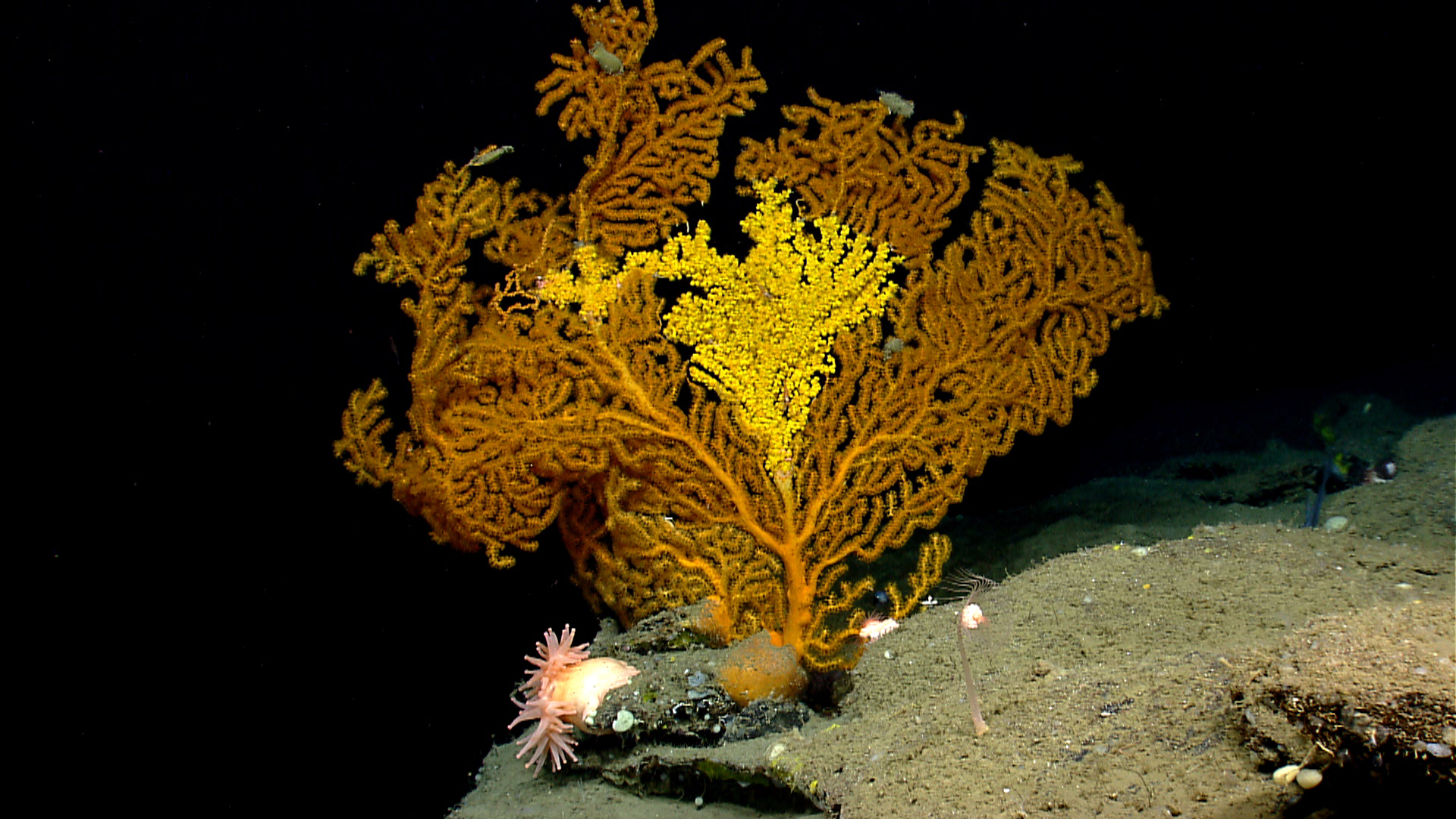
Paramuricea sp. (Octocorallia) + Zoantharia sp. (Hexacorallia)
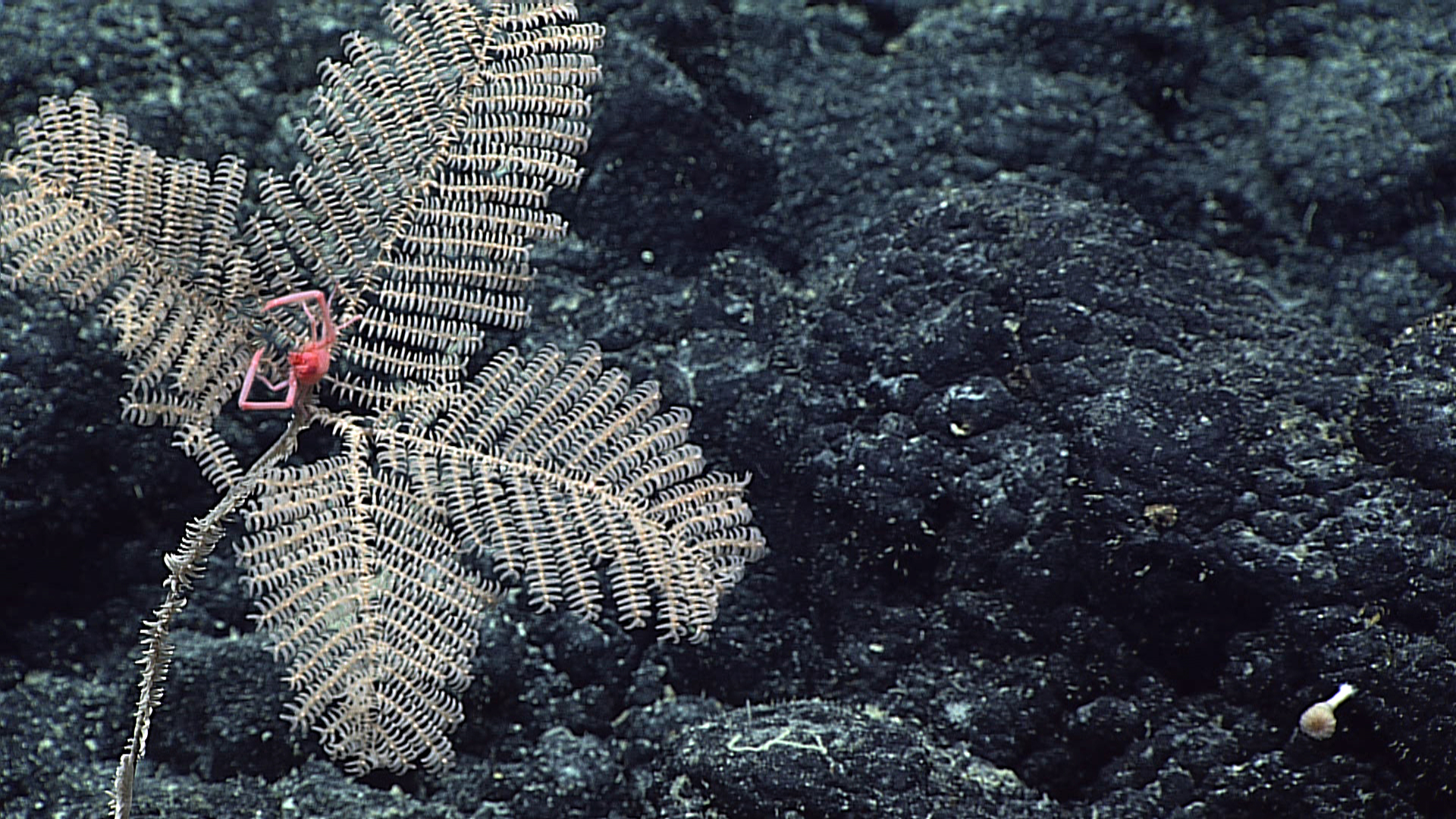
Umbellapathes sp. (Antipatharia, Schizopathidae)
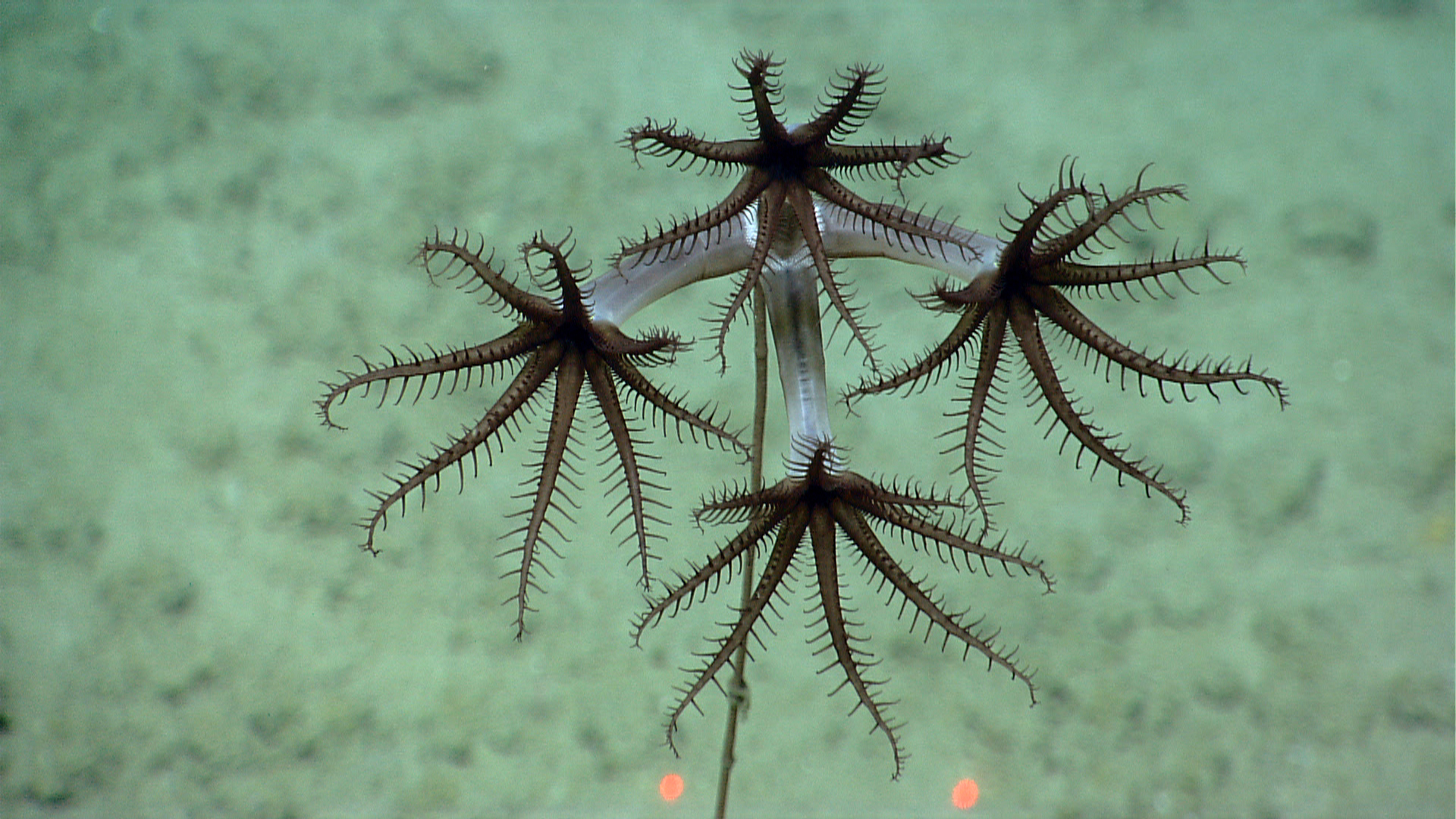
Umbellula sp. (Pennatulacea, Umbellulidae)

## Conservazione
Una grande minaccia è costituita dai sistemi moderni di pesca con reti a strascico che dragando il fondo marino distruggono anche i coralli.